# Olivella purpurata
Olivella purpurata är en snäckart. Olivella purpurata ingår i släktet Olivella och familjen Olividae. Inga underarter finns listade i Catalogue of Life.